# 덕흥리 벽화무덤
덕흥리 벽화무덤(德興里 壁畵 古墳)은 평안남도 남포시 강서구역 덕흥동에 위치한 벽화 무덤이다. 강서구역 덕흥리 무학산의 고분 내부에 위치한다.

## 같이 보기
- 고구려 고분군
- 덕흥리 고분